# National Trust for Places of Historic Interest or Natural Beauty
Pour les articles homonymes, voir National Trust.
Le National Trust for Places of Historic Interest or Natural Beauty (Fondation nationale pour les lieux d'intérêt historique ou d'une beauté naturelle) (connu communément comme National Trust ou NT) est une association à but non lucratif britannique fondée dans le but de conserver et de mettre en valeur des monuments et des sites d’intérêt collectif. Le NT intervient en Angleterre, au pays de Galles, sur l'île de Man et en Irlande du Nord. (L'Écosse a son propre National Trust).
Créé en 1895, le National Trust est devenu en un siècle la plus importante organisation de ce type en Europe et le deuxième propriétaire foncier privé du Royaume-Uni, après la Couronne. Le NT gère plus de 300 monuments et 200 jardins qui vont de sites mégalithiques à des manoirs de toutes époques. Son champ d’intervention inclut des édifices industriels, des collections, et même les maisons d’enfance de Paul McCartney et de John Lennon à Liverpool.
En 2020, le NT possède 248 000 hectares de terres, dont 48 800 hectares correspondent à 1 260 kilomètres de côtes, soit 10 % du littoral du Royaume Uni, acquis principalement à travers le projet de sauvegarde « Neptune ».

## Les modes de financement

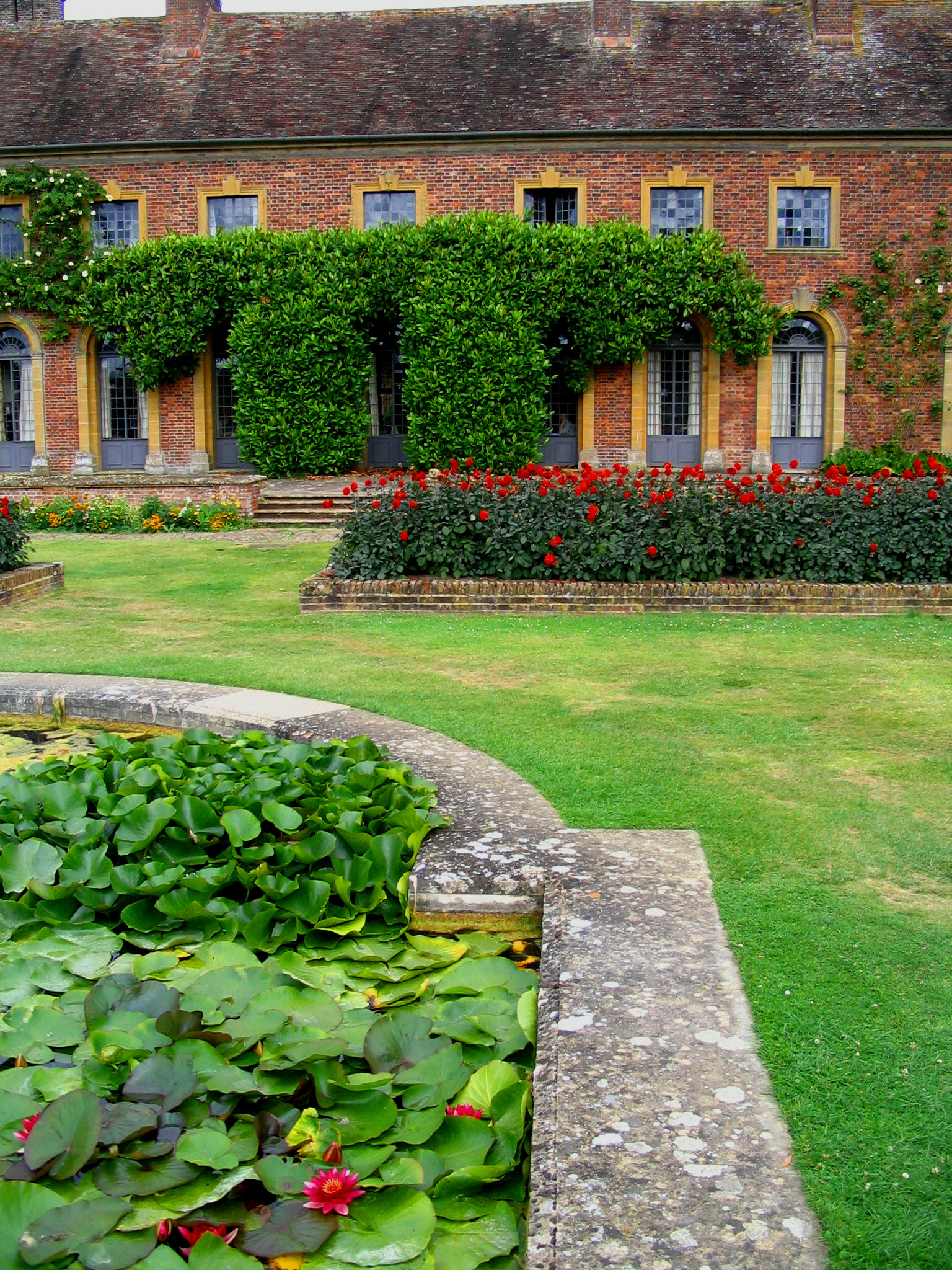
Manoir de Barrington Court : propriété gérée et entretenue par le NT ; elle est partiellement louée à une société de décoration et de création de mobilier ancien.

- Les fonds issus des cotisations des membres (de 60 € pour un membre à 110 € annuels pour une famille) représentent 30 % des revenus soit environ 140 M€[3]. En octobre 2012, le National Trust a atteint 4 millions de membres[4].

- Le NT retire une partie importante de ses ressources de ses placements financiers et des revenus de ses propriétés.

Les propriétés, qu’elles soient léguées ou qu’elles aient fait l’objet de donations, peuvent être en effet cédées ou aliénées en fonction du contrat initial.
La cession de propriétés ne concerne évidemment pas les biens d’intérêt collectif, par définition inaliénables. En revanche, de nombreux édifices ou terrains, sans valeur historique notable sont reçus par le NT. Il est défini dès le départ avec le donateur quelles parties de la donation ou du legs pourront être cédées pour assurer la conservation de la propriété principale.
D’autres propriétés sont données spécifiquement dans le but d’être vendues afin de dégager des ressources pour des projets de plus grande ampleur.
La tendance actuelle du NT est de céder des propriétés. Les prix élevés de l’immobilier en Grande-Bretagne entraînent en effet un faible rendement. Le placement des sommes retirées de leur vente se révèle donc beaucoup plus rentable.

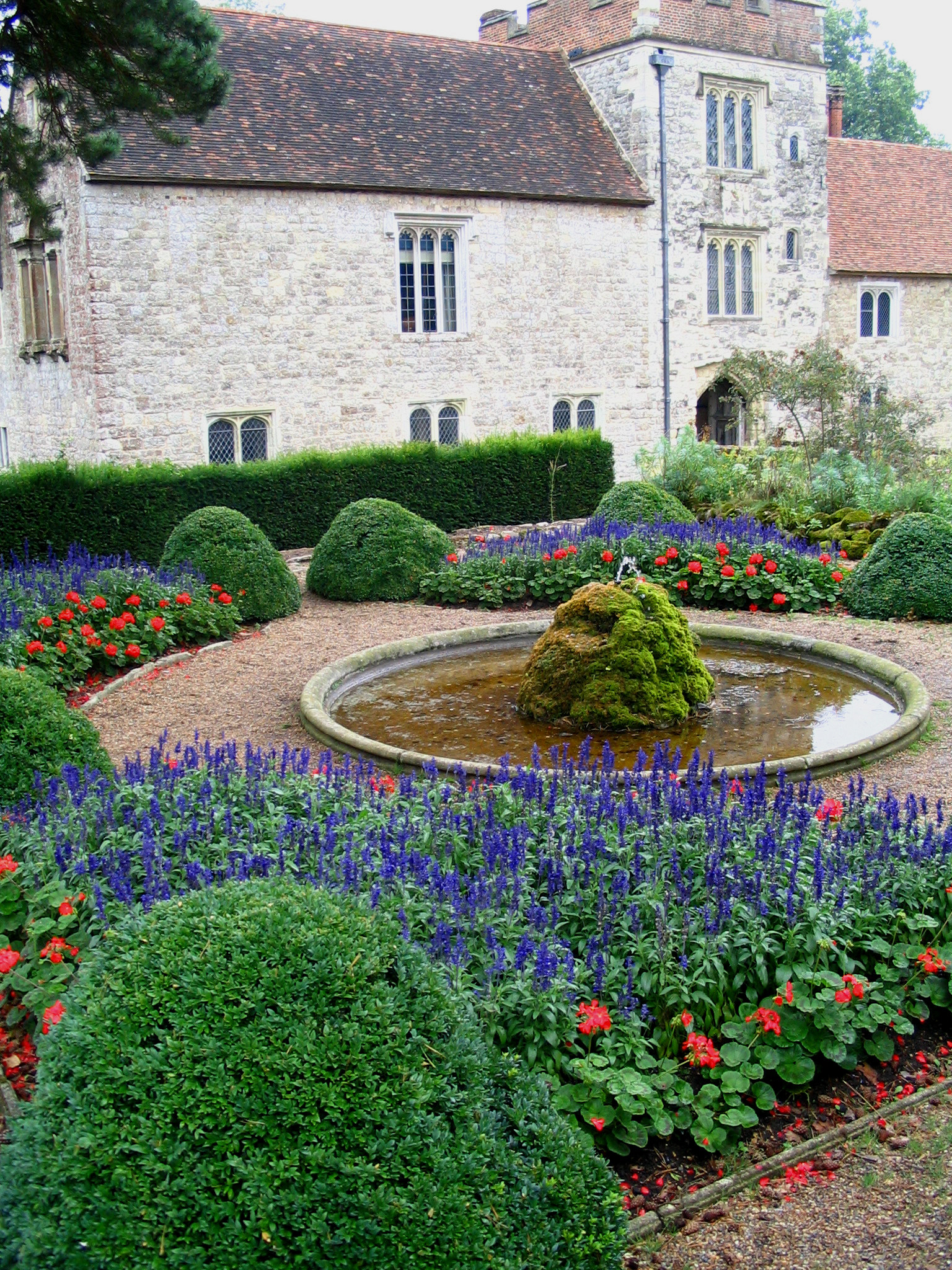
Un projet de restauration de 15 années et de 16 M€ pour le manoir médiéval d’Ightham Mote, financé à 40 % par l’État à travers le English Heritage.

Certaines propriétés – cottages généralement parmi les mieux situés – sont aménagés et loués comme demeures de vacances. Le NT gère ainsi plus de 330 cottages, souvent de grande qualité, parfois issus de la conversion de bâtiments inhabituels, phares, châteaux, etc.
Le NT met aussi en location une partie des édifices ou propriétés conservées.
Ces locations sont encadrées par des contrats. Le locataire s’engage à appuyer la démarche de conservation et de mise en valeur des propriétés.
Ces locations concernent les terrains agricoles ou les pâturages, des pubs ou auberges mais aussi des édifices aussi importants que Barrington Court.
Le NT lance des appels publics à travers ses publications pour trouver les locataires à certaines demeures historiques. Gunby Hall dans le Lincolnshire est ainsi libre à la location. Prévoir un budget annuel de 150 000 € pour entretenir les 10 chambres, le parc et les jardins de ce manoir datant du XVIIe siècle.

## La maîtrise de la communication
Le NT consacre 50 M€, soit 11 % de son budget annuel au recrutement des membres, à la publicité et à la communication. La silhouette de la branche de chêne est devenue un logo reconnu à travers tout le pays.
Tous les édifices sont  documentés selon une charte graphique unifiée. Les chemins, barrières, clôtures portent des plaques informant le visiteur que la propriété appartient au NT. La plaque, généralement inaltérable, encourage discrètement le passant à faire un don pour la conservation du site ou à venir aider les volontaires.

## L’appel aux bénévoles (volunteersen anglais)
Comme toutes les organisations à but non lucratif britanniques, le NT fonde une grande part de son succès sur le recrutement de bénévoles. Ces bénévoles (parfois appelés volontaires dans le sens anglo-saxon) consacrent une partie de leur temps à un monument, une propriété ou une collection auquel ils sont attachés.
Leurs tâches sont extrêmement variées, de l’accueil du public à l’entretien des jardins. Ces volontaires sont également des spécialistes, architectes, ouvriers, restaurateurs, juristes ou comptables qui complètent les équipes permanentes. Ils représentent 67 000 personnes de tous âges. Le NT prend un soin particulier de ses volontaires en leur assurant un encadrement de qualité et une formation de haut niveau qui rend cette expérience suffisamment enrichissante pour maintenir parmi eux un haut niveau de motivation.
L’organisation de cet appel permanent au volontariat s’apparente largement à la tradition du scoutisme, fortement ancrée dans la culture britannique.

## Employés
Dans un contexte de crise économique liée à la pandémie de Covid-19 en 2020, le National Trust  annonce 500 licenciements et 800 départs volontaires sur un effectif d'environ 10 000 personnes.

## Une gestion diversifiée
Le NT se caractérise par l'exceptionnelle souplesse de gestion des diverses propriétés.

Dans un cadre intellectuel strict de conservation pour les générations futures, le NT s'adapte à chaque situation avec une volonté de mise en valeur et d'insertion dans la culture locale. Ainsi, le manoir de Wightwick dans les West Midlands, donné au NT du vivant de son propriétaire avec ses superbes collections, fut enrichi par celui-ci jusqu'à sa disparition.

Le NT gère également avec attention l'ensemble des ouvrages des bibliothèques des monuments comme des maisons les plus modestes, les considérant comme inséparables de l'histoire et de la sensibilité des hommes qui les ont habités.

Dans le même esprit, le National Trust restaure et met en valeur la face cachée de ces édifices : travail des servantes ou des cuisiniers, condition de vie des domestiques et serviteurs qui assuraient le lustre et l'apparat de l'aristocratie.
Durant ces dernières années, chaque propriété a été invitée à réduire son impact environnemental. Cette exigence a produit une floraison de solutions éco-environnementales : réduction des périodes d'ouverture pour limiter le chauffage des grands édifices, remise en service de petites centrales électriques qui existaient sur certains sites, production en propre de légumes ou de fruits pour les restaurants des propriétés.

## Collection d'art

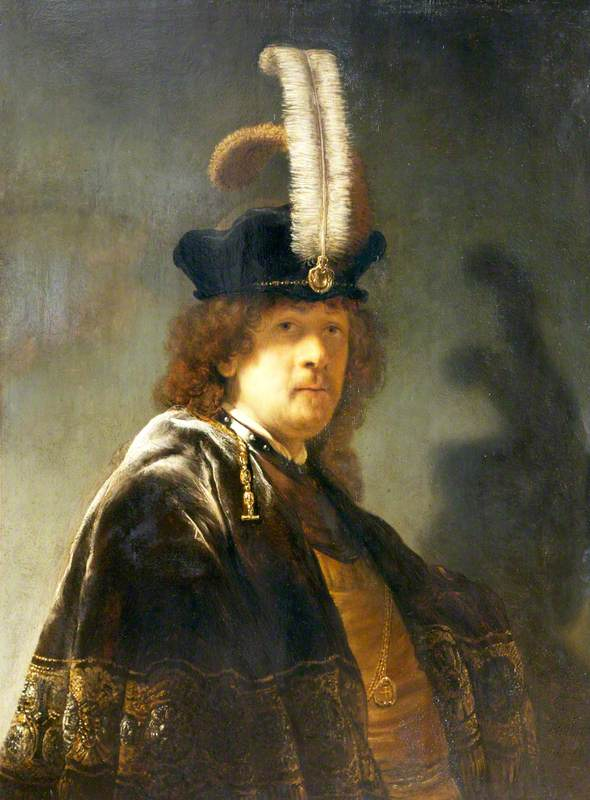
Autoportrait de Rembrandt à l'abbaye de Buckland

Depuis sa fondation en 1895, la fiducie a progressivement élargi sa collection d'art, principalement grâce à des acquisitions de propriétés entières. De 1956 jusqu'à la suppression du poste en 2021, il y avait un conservateur d'œuvres picturales et de sculptures. Le premier conservateur est St John (Bobby) Gore, nommé "Conseiller des peintures" (Adviser on Paintings) en 1956. Il a publié des catalogues des peintures à Upton House, Polesden Lacey, Buscot Park, Saltram House et Ascott House. Son successeur en 1986 est Alastair Laing, qui s'occupa des œuvres d'art de 120 propriétés et créa l'exposition In Trust for the Nation, tenue à la National Gallery en 1995-1996. De 2009 à 2021, le conservateur est David Taylor, qui a approuvé l'inclusion des photographies des 12 567 peintures à l'huile de la fiducie dans les archives en ligne consultables d'Art UK (Public Catalog Foundation), disponibles depuis 2012.
Les artistes représentés dans les collections du Trust incluent Rembrandt (dont Autoportrait portant un bonnet à plumes blanches, maintenant exposé à l'abbaye de Buckland et réattribué à l'artiste), Hieronymous Bosch, El Greco, Peter Paul Rubens, Angelica Kauffmann et Stanley Spencer.
Des années 1980 à 2001, le Trust a chargé des artistes de créer des œuvres représentant des lieux du National Trust avec leur "Foundation for Art", et en 2009 a lancé son programme d'art contemporain intitulé "Trust New Art" dans une joint-venture avec Arts Council England et Arts Council of Pays de Galles. Dans le cadre de ce programme, le Trust a travaillé avec plus de 200 artistes pour créer de nouvelles œuvres inspirées de leurs lieux, notamment Jeremy Deller, Anya Gallaccio, Antony Gormley, Sir Richard Long, Serena Korda, Marcus Coates et Katie Paterson.